# Denis Johnson (écrivain)
Pour les articles homonymes, voir Johnson et Denis Johnson (homonymie).
Œuvres principales
- Jesus' Son

Denis Johnson, né le 1er juillet 1949 à Munich en Allemagne de l'Ouest et mort le 24 mai 2017, est un auteur américain.
Il est surtout connu pour son recueil de Jesus' Son (1992) et son roman Arbre de fumée (2007), qui a remporté le National Book Award.

## Biographie
Dans sa jeunesse, Denis Johnson suit son père au gré des affectations de celui-ci. Il devient dépendant ensuite à diverses substances.
Finalement, il obtient une maitrise (MFA) à l'université de l'Iowa. Ses principales influences sont Dr Seuss, Dylan Thomas, Walt Whitman et T. S. Eliot. Il a reçu de nombreux prix pour ses œuvres, y compris un Prix du Whiting Writer's en 1986 et une bourse Lannan pour la fiction en 1993.
Selon un groupe de critiques, écrivains et autres membres du milieu littéraire, son recueil Jesus' Son fait partie des meilleures œuvres de fiction américaines des 25 dernières années.
Denis Johnson fait des débuts remarqués avec la publication de son recueil de nouvelles Jesus' Son (1992), qui a été adapté au cinéma en 1999 sous le même titre, et qui a été cité comme l'un des dix meilleurs films de l'année par le New York Times, le Los Angeles Times, et par Roger Ebert. Denis Johnson a un petit rôle dans le film, interprétant l'homme ayant été poignardé à l'œil par sa femme.

Il est titulaire en 2006-2007 de la chaire Mitte d'écriture créative à l'université d'État du Texas, à San Marcos (Texas).

### Vie privée
Denis Johnson est deux fois divorcé ; il vivait avec sa troisième épouse, Cindy Lee, en Arizona et en Idaho,.
Denis Johnson a trois enfants, dont deux qu'il a éduqués à la maison. En octobre 1997, il a écrit sur ce sujet un article pour Salon.com.

## Récompenses
En 1981, Denis Johnson remporte le National Poetry Series, pour The Incognito Lounge: And Other Poems.
En 2002, il remporte le Aga Khan Prize for Fiction (en) de The Paris Review pour Rêves de train [« Train Dreams »].
En 2007, il publie Arbre de fumée [« Tree of Smoke »], son premier vrai roman en 9 ans qui remporte le National Book Award et est finaliste du Prix Pulitzer,.

## Œuvres

### Poésie
- The Man Amongst the Seals : poems, Stone Wall Press, 1969
- Inner Weather Graywolf Press, 1976
- The Incognito Lounge : and other poems, Random House, 1982, 79 p. (ISBN 978-0-394-52347-7)
- The Veil : poems, Knopf, 1987, 78 p. (ISBN 978-0-394-74343-1)
- The Throne of the Third Heaven of the Nations Millennium General Assembly : Poems Collected and New, Harpercollins, 1995, 225 p. (ISBN 978-0-06-017180-3)

### Romans
- Fiskadoro [« Fiskadoro »], Paris, trad. Marc Chénetier, Le Seuil, coll. « Cadre vert », 1988, 252 p. (ISBN 978-2-02-009926-4)
- Le nom du monde [« The Name of the World »], Paris, trad. Brice Matthieussent, Christian Bourgois Éditeur, coll. « Fictives », 2000, 170 p. (ISBN 978-2-267-01559-1)
- Déjà mort [« Already Dead: A California Gothic »], Paris, trad. Brice Matthieussent, Christian Bourgois Éditeur, coll. « Fictives », 2000, 505 p. (ISBN 978-2-267-01558-4)
- Des étoiles à midi [« The Stars at Noon »], Paris, trad. Brice Matthieussent, Christian Bourgois Éditeur, coll. « Fictives », 2002, 260 p. (ISBN 978-2-267-01651-2)
- Des anges [« Angels »], Paris, trad. Jean-Pierre Carasso, Christian Bourgois Éditeur, coll. « Fictives », 2002, 180 p. (ISBN 978-2-267-01662-8)
- Un Pendu Ressuscité [« Resuscitation of a Hanged Man »], Paris, trad. Pierre Furlan, Pierre de Anglais, Christian Bourgois Éditeur, coll. « Fictives », 2004, 325 p. (ISBN 978-2-940244-13-3)
- Rêves de train [« Train Dreams »]  (trad. de l'anglais), Paris, trad. Brice Matthieussent, Christian Bourgois Éditeur, coll. « Fictives », 2007, 132 p. (ISBN 978-2-267-01879-0)
- Arbre de fumée [« Tree of Smoke »]  (trad. de l'anglais), Paris, trad. Brice Matthieussent, Christian Bourgois Éditeur, coll. « Fictives », 2008, 679 p. (ISBN 978-2-267-01991-9)
- Personne bouge [« Nobody Move »]  (trad. de l'anglais), Paris, trad. Brice Matthieussent, Christian Bourgois Éditeur, coll. « Fictives », 2009, 202 p. (ISBN 978-2-267-02048-9)
- Les monstres qui ricanent [« The Laughting Monsters »]  (trad. de l'anglais), Paris, trad. Brice Matthieussent, Christian Bourgois Éditeur, coll. « Fictives », 2015, 261 p. (ISBN 978-2-267-02735-8)

### Recueils de nouvelles
- (en) Jesus' Son [« Jesus' Son »], Paris, trad. Pierre Furlan, Christian Bourgois Éditeur, coll. « Fictives », 1996, 141 p. (ISBN 978-2-264-02601-9)
- La Générosité de la sirène, Christian Bourgois Éditeur, 2018 ((en) The Largesse of the Sea Maiden, 2018), trad. Brice Matthieussent, 210 p.  (ISBN 978-2-267-03103-4)

### Non-fiction
- Pistes [« Seek: Reports from the Edges of America & Beyond »], Paris, trad. Brice Matthieussent, Christian Bourgois Éditeur, coll. « Fictives », 2002, 332 p. (ISBN 978-2-267-01652-9)

### Pièces de théâtre
Les pièces de denis Johnson ont été produites à San Francisco, Chicago, New York et Seattle.
Il est l'auteur dramatique en résidence à Campo Santo, la troupe de théâtre résidant à l'Intersection for the Arts à San Francisco.
- Hellhound on my Trail
- Shoppers Carried by Escalators into the Flames
- Soul of a Whore
- AB Survival in the United States
- Purvis
- Des Moines (Intersection for the Arts, 19 et 20 octobre 2007)
- Everything Has Been Arranged (une adaptation de son histoire Small Boys Unit, Intersection for the Arts, New works Festival 6-8 décembre 2007)